# Königstein (Sächsische Schweiz)
Pour les articles homonymes, voir Königstein.
Königstein, en Suisse saxonne (Sächsische Schweiz), est une ville du Land de Saxe (Allemagne), située dans le district de Dresde et plus précisément dans l'arrondissement de Suisse-Saxonne-Monts-Métallifères-de-l'Est.
Elle est particulièrement connue à cause de la Forteresse de Königstein, « la Bastille de Saxe ».

## Personnalités
- Karl Heinrich von Hoym (1694-1736), ministre mort à la forteresse de Königstein
- Justus Gottfried Gunz (1714-1754), médecin et anatomiste, y est né.
- Georg Schumann (1866-1952), compositeur, pianiste et chef d'orchestre.
- Kurt Pflugbeil (1890-1955), général né à Hütten.
- Johann Pflugbeil (1892-1951), général né à Hütten.